# Spathiphyllum uspanapaensis
Spathiphyllum uspanapaensis är en kallaväxtart som beskrevs av Eizi Matuda. Spathiphyllum uspanapaensis ingår i släktet Spathiphyllum och familjen kallaväxter. Inga underarter finns listade.